# 廢墟攝影

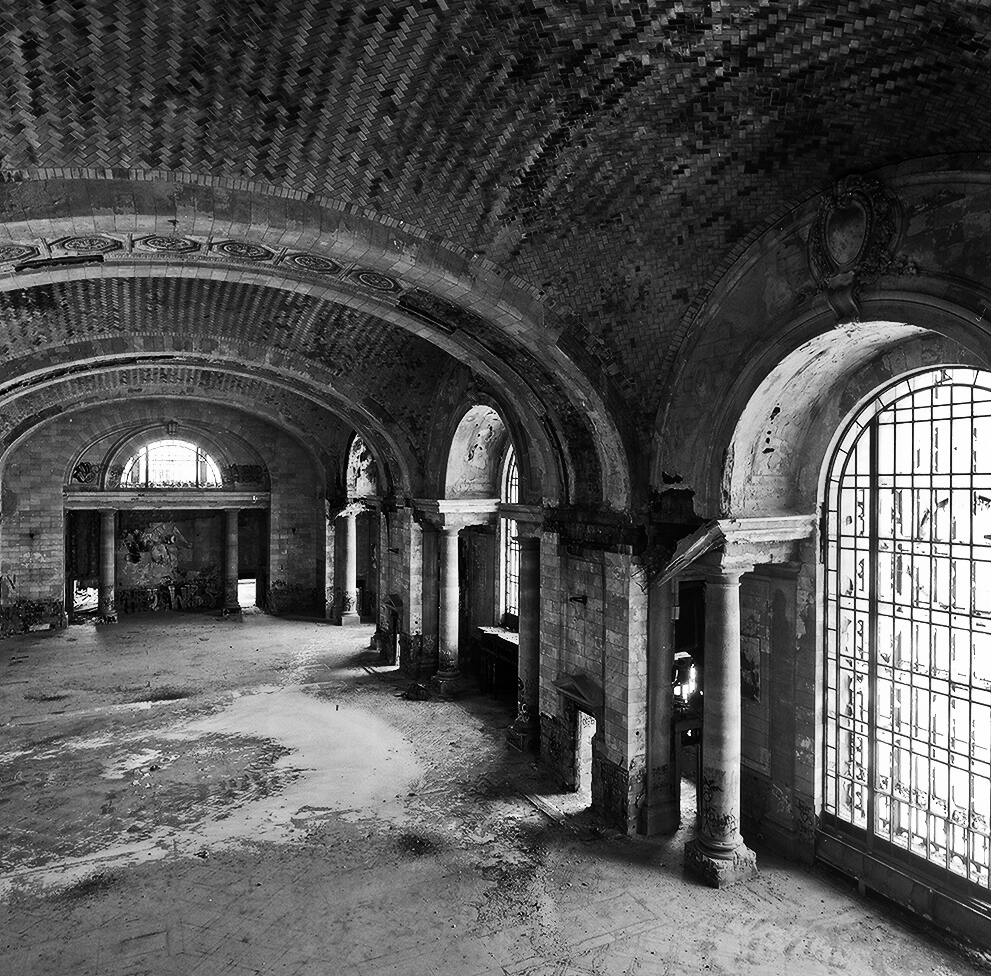
底特律廢棄的密西根中央車站是許多攝影師熱愛的拍攝主題，也是許多電影的背景景點。

廢墟攝影是一種將衰敗老舊的建成環境（建築物、城市、基礎設施等等）作為被攝主體的攝影形式。雖然「廢墟」可以廣義的被定義為遺跡，像是古代人類文明（如蘇美、馬丘比丘寺廟）等的遺跡，但是廢墟攝影專門捕捉在世界各地後工業地區，城市老化衰敗的景象。廢墟攝影，除了賦予廢棄以及衰敗的城市新的美學意義之外，更重要的是它引發了一場藝術在各種鎮興、恢復運動的角色對話。